# Darren England
Darren Jon Herbert England (* 23. Dezember 1985) ist ein englischer Fußballschiedsrichter.
England leitet seit März 2017 Spiele in der EFL Championship und seit seinem Debüt im Januar 2020 Spiele in der Premier League, in der er bis Oktober 2023 46 Einsätze hatte und auch als Videoschiedsrichter (VAR) eingesetzt wird.
Seit 2022 steht er auf der Liste der FIFA-Schiedsrichter (auch als Videoschiedsrichter) und leitet internationale Fußballspiele. Im Oktober 2022 leitete England erstmals ein Spiel in der Europa Conference League, in der Saison 2023/24 erstmals ein Spiel in der Qualifikation zur Champions League. Zudem pfiff er Freundschaftsspiele und war als Schiedsrichterassistent bei der U-19-Europameisterschaft 2014 in Ungarn im Einsatz.
Am 30. September 2023 war England Videoschiedsrichter im Premier-League-Spiel zwischen Tottenham Hotspur und dem FC Liverpool (2:1). In das ersten Halbzeit wurde das eigentlich reguläre Tor zum 1:0 durch Luis Díaz vom Schiedsrichterteam um Simon Hooper auf dem Platz wegen einer vermeintlichen Abseitsstellung aberkannt. Die Entscheidung wurde nach VAR-Kontakt nicht von England und seinem Assistenten Daniel Cook korrigiert, da beide fälschlicherweise davon ausgingen, dass Hooper den Treffer gegeben hatte. Nach dem Spiel sprach die PGMOL in einer Erklärung von einem "schwerwiegenden menschlichen Fehler" und stellte England und Cook für die darauffolgende Spielansetzung frei. Der Vorfall erregte große Aufmerksamkeit und löste als schwerwiegendste Fehlentscheidung nach einer Reihe von VAR-Fehlern in England eine Debatte um den VAR aus. Liverpool-Trainer Jürgen Klopp forderte eine Spielwiederholung.